# Ахей Старший
Ахей (др.-греч. Ἀχαιός); (первая половина III века до н. э.) — греко-македонский аристократ. Ахея иногда называют Ахей Старший, дабы отличить от внука — полководца Ахея.
Ахей имел владения в Анатолии, и принимал участие в войне против галатов в 269 до н. э. — 267 до н. э., которая проходила во время правления его брата Антиоха I. Друзья братьев, пленённые варварами, были выкуплены Ахеем. В благодарность они создали стелу, которую разместили в храме Зевса у Бабакомы и Аполлона в Киддиоукоме. Потомки спасённых пленников предоставляли благодетелю почётное место на праздниках, а также ежегодно приносили Зевсу быка.
Имя супруги Ахея неизвестно, но от этого брака у него было четверо детей:
- Антиохида[2], мать царя Пергама Аттала I Сотера
- Александр[2]
- Лаодика I[2]
- Андромах[2]